# Paratryphera barbatula
Paratryphera barbatula är en tvåvingeart som först beskrevs av Camillo Rondani 1859.  Paratryphera barbatula ingår i släktet Paratryphera och familjen parasitflugor. Arten är reproducerande i Sverige. Inga underarter finns listade i Catalogue of Life.